# Sara (telenovela)
Sara é uma telenovela belga produzida e exibida pela vtm, cuja transmissão ocorreu em 2007. É uma adaptação da trama colombiana Yo soy Betty, la fea, escrita por Fernando Gaitán.

## Elenco
- Veerle Baetens - Sara de Roose
- Gert Winckelmans - Simon van Wick
- Sandrine André - Britt van Hove